# Хантингтон (Западная Виргиния)
Хантингтон (англ. Huntington) — город на реке Огайо, в округах Уэйн и Кабелл в штате Западная Виргиния (США). Он является окружным центром округа Кабелл.
Хантингтон — второй по численности населения город в штате Западная Виргиния. По оценкам Бюро переписи в 2010 году, население города составляло 49 138 человек.
Хантингтон является крупнейшим из двух основных городов в районе Хантингтон-Ашленд, известному также как «территория трёх штатов» (англ. Tri-State area).
Город также известен исследовательским университетом имени Маршалла.

## География
Согласно Бюро переписи населения США, общая площадь города — 46,6 км², из которых: 41,2 км² — суша и 5,4 км² (11,51 %) — вода. Через Хантингтон протекает река Огайо, в которую в 8 км к востоку от города впадает река Гайандотте.

## История
Город Хантингтон был основан в 1871 году как конечная железной дороги Чесапика и Огайо. Для постройки города был нанят инженер по гражданскому строительству Руфус Кук, который спроектировал перпендикулярные улицы и авеню. Хантингтон был инкорпорирован 27 февраля 1871 года.

## Население
По данным переписи 2010 года население Хантингтона составляло 49 138 человек (из них 48,6 % мужчин и 51,2 % женщин), было 21 774 домашних хозяйства и 11 000 семей. Расовый состав: белые — 86,9 %, афроамериканцы — 8,6 % коренные американцы — 0,3 %, азиаты — 1,1 % и представители двух и более рас — 2,7 %.
Из 21 774 домашних хозяйств 32,2 % представляли собой совместно проживающие супружеские пары (10,4 % с детьми младше 18 лет), в 13,7 % домохозяйств женщины проживали без мужей, в 4,6 % домохозяйств мужчины проживали без жён, 49,5 % не имели семьи. В среднем домашнее хозяйство вели 2,12 человека, а средний размер семьи — 2,83 человека.
Население города по возрастному диапазону распределилось следующим образом: 18,0 % — жители младше 18 лет, 7,4 % — между 18 и 21 годами, 59,4 % — от 21 до 65 лет и 15,2 % — в возрасте 65 лет и старше. Средний возраст населения — 35,4 лет. На каждые 100 женщин приходилось 94,7 мужчины, при этом на 100 совершеннолетних женщин приходилось уже 91,2 мужчин сопоставимого возраста.
В 2014 году из 41 074 трудоспособных жителей старше 16 лет имели работу 19 641 человек. При этом мужчины имели медианный доход в 39 621 долларов США в год против 33 504 долларов среднегодового дохода у женщин. В 2014 году медианный доход на семью оценивался в 45 103 $, на домашнее хозяйство — в 28 673 $. Доход на душу населения — 21 173 $. 21,8 % от всего числа семей и 31,2 % от всей численности населения находилось на момент переписи за чертой бедности.
Динамика численности населения:
|  |

## Климат
| Показатель                    | Янв. | Фев. | Март | Апр. | Май | Июнь | Июль | Авг. | Сен. | Окт. | Нояб. | Дек. | Год  |
| ----------------------------- | ---- | ---- | ---- | ---- | --- | ---- | ---- | ---- | ---- | ---- | ----- | ---- | ---- |
| Абсолютный максимум, °C       | 23   | 26   | 30   | 33   | 33  | 37   | 38   | 37   | 36   | 30   | 27    | 26   | 38   |
| Средний суточный максимум, °C | 5    | 7    | 13   | 19   | 23  | 28   | 30   | 28   | 25   | 19   | 13    | 7    | 18   |
| Средняя температура, °C       | 0    | 2    | 7    | 13   | 17  | 22   | 24   | 23   | 20   | 13   | 8     | 2    | 12   |
| Средний суточный минимум, °C  | −4   | −3   | 1    | 6    | 11  | 16   | 18   | 17   | 13   | 7    | 2     | −1   | 7    |
| Абсолютный минимум, °C        | −29  | −21  | −18  | −6   | −2  | 4    | 7    | 6    | 0    | −8   | −13   | −25  | −29  |
| Норма осадков, мм             | 70   | 70   | 100  | 80   | 100 | 80   | 110  | 90   | 70   | 60   | 80    | 80   | 1050 |
| Источник: Weatherbase.com     |      |      |      |      |     |      |      |      |      |      |       |      |      |